# Chlorure de benzalkonium
Le chlorure de benzalkonium, aussi connu sous le nom de chlorure d'alkyldiméthylbenzylammonium et ADBAC, est un mélange de chlorures d'alkylbenzyldiméthylammonium avec des chaînes carbonées de longueur variable. Ce produit est un agent de surface cationique de la famille des ammoniums quaternaires.

## Propriétés physico-chimiques
Le chlorure de benzalkonium est facilement soluble dans l'éthanol et l'acétone. Bien que la dissolution dans l'eau soit lente, les solutions aqueuses sont plus faciles d'emploi et sont plus largement utilisées. Les solutions devraient être neutres à légèrement basiques avec une couleur allant de l'incolore au jaune pâle. Les solutions moussent fortement lorsqu'elles sont secouées, ont un goût amer et ont une odeur d'amande détectable seulement dans les échantillons concentrés.

## Utilisation
Les applications sont très variées, allant de la formulation de désinfectants à l'inhibition de « corrosion microbienne » dans le pétrole ou les huiles minérales. Il est utilisé dans les produits pharmaceutiques tels que les solutions cutanées antiseptiques ou les lingettes. Il est utilisé comme conservateur dans les cosmétiques tels que les gouttes pour les yeux et le nez. On a reporté des cas de sensibilisations associées à l'utilisation continue et prolongée du produit. Il faut mettre des gants avant toute utilisation.

### Avantages / inconvénients

#### Avantages
- En tant qu'antiseptique, il a l'avantage de ne pas brûler les plaies à l'application, contrairement aux antiseptiques à base d'éthanol ou d'eau oxygénée.
- Les sels d'ammonium quaternaire (QAS) sont réputés « tuer les bactéries par simple adsorption électrostatique et insertion dans les membranes cellulaires et/ou modification de la perméabilité de la membrane cellulaire », ce qui devrait limiter le risque d'antibiorésistance bactérienne[4]. Néanmoins des résistances sont apparues[réf. nécessaire].

#### Inconvénients
- Il est allergène et peut négativement interagir avec des matériaux notamment utilisés en milieu médical (silicones) ou avec l'hydrogel de certaines lentilles de contact[5].
- Chez le rat et la souris de laboratoire, s'il semble avoir peu d'effet sur l'animal adulte, il se montre fortement reprotoxique (toxique pour le fœtus et l'embryon, à la suite de malformations neurales), même aux doses et modalités normales d'emploi[6].

## Disponibilité
Les concentrés standard sont fabriqués sous forme de solutions à 50 et 80 %. Les solutions à 50 % sont purement aqueuses, tandis que les solutions plus concentrées requièrent l'incorporation d'additifs tels que des alcools, du polyéthylène glycol, etc. pour éviter l'augmentation de la viscosité ou la formation de gels à basse température.

## Activité biologique
On pense que le mécanisme bactéricide est dû à la disruption des interactions intermoléculaires. Ceci peut causer la dissociation des lipides dans la membrane cellulaire, ce qui compromet la perméabilité de la cellule et induit une fuite de son contenu. D'autres complexes biomoléculaires à l'intérieur de la cellule bactérienne peuvent aussi se dissocier. Les enzymes, qui contrôlent les activités respiratoires et métaboliques de la cellule, sont particulièrement susceptibles d'être désactivées.
Les solutions de chlorure de benzalkonium sont des agents bactéricides à action rapide et de durée modérément longue. Ils sont actifs contre certains protozoaires, virus, bactéries et fungi. Les spores des bactéries sont considérées comme résistantes. Les bactéries à Gram positif sont généralement plus sensibles que les Gram négatif. L'activité n'est pas grandement influencée par le pH, mais augmente aux températures élevées et avec la durée d'exposition.
De nouvelles formulations utilisant du benzalkonium mélangé à d'autres ammoniums quaternaires peuvent être utilisées pour étendre le spectre biocide et augmenter l'efficacité du désinfectant. Cette technique a été utilisée pour améliorer l'activité virucide.
L'utilisation d'excipients appropriés peut améliorer l'efficacité et les propriétés détergentes, et éviter la désactivation lors de l'utilisation. La formulation requiert beaucoup de soin car les solutions de benzalkonium peuvent être désactivées en présence de contaminants organiques et inorganiques.
Les solutions sont incompatibles avec les savons, les nitrates et ne doivent pas être mélangées avec des surfactants anioniques. Les sels des eaux dures peuvent aussi réduire l'activité biocide.
Comme pour tous les désinfectants, il est recommandé de traiter des surfaces sans saletés visibles.
Les niveaux jugés dangereux ne sont pas atteints dans les conditions d'utilisation normale, le benzalkonium et les autres détergents peuvent être néfastes aux organismes marins. Les désinfectants à base d'ammoniums quaternaires sont actifs à faible concentration, si bien que des doses excessives devraient être évitées.
Le chlorure de benzalkonium a aussi une activité spermicide.

## Réglementation
Le chlorure de benzalkonium fait partie des substances actives (avec le chlorure de didécyldiméthylammonium) concernées par la décision d’approbation pour les types de produits 1, 2, 3 et 4 prononcée par le Comité des produits biocides en octobre 2020.
Les dates d’approbation pour la substance active ADBAC sont les suivantes :
- pour les types de produits 1 et 2 : attendue durant l'année 2023 ;
- pour les types de produits 3 et 4 : 1er novembre 2022

Ce qui signifie qu’une autorisation de mise sur le marché (AMM) sera nécessaire après les différentes dates d’approbation afin de pouvoir continuer la commercialisation de produits contenant du chlorure de benzalkonium.

## Toxicité, précautions d'usage
Seuils de toxicité (rat/souris de laboratoire, d'après le Registre des effets toxiques des substances chimiques)
| Organisme | Voie d'exposition | Dose létale médiane (DL50) |
| --------- | ----------------- | -------------------------- |
| Rat       | Intraveineuse     | 13.9 mg/kg                 |
| Rat       | Orale             | 240 mg/kg                  |
| Rat       | Intraperitonéale  | 14.5 mg/kg                 |
| Rat       | Subcutanée        | 400 mg/kg                  |
| Souris    | Subcutanée        | 64 mg/kg                   |

Les solutions de chlorure de benzalkonium de 10 % ou plus sont toxiques pour les humains, avec selon la dose des conséquences allant d'irritations de la peau et/ou des muqueuses (« toxicité épithéliale ») à la mort (après ingestion) en passant par des allergies.
Ses manifestations cliniques les plus courantes chez les professionnels utilisant les produits à base de Chlorure de benzalkonium sont dermatologique (ce sont des molécules caustiques, ayant un effet irritant pour la peau et les muqueuses, avec en général un eczéma de contact ou des dermites irritatives pouvant apparaitre dès que les concentrations dépassentà 0,1 %.). Mais « les symptômes respiratoires à type de rhinites ou de difficultés respiratoires se voient de plus en plus souvent dans les consultations spécialisées essentiellement parmi le personnel de soin ; la nature du produit utilisé, sa concentration, son mode d’utilisation sont autant d’étiologies potentielles aux manifestations cliniques (...) ».

### Effets sur les yeux
C'est aussi un « toxique pour la cornée, cause d'inflammation oculaire et de sécheresse oculaire » ,. Le syndrome de l'œil sec (qui a souvent une origine multifactorielle), est une « pathologie en forte progression » (25 % environ des motifs des consultations en ophtalmologie vers 2015), touchant, au début des années 2000, environ 15 % des adultes de 50 à 95 ans.
Un nombre croissant d'études ont mis en doute le caractère inoffensif pour l'Homme ou les écosystèmes de ce puissant biocide,. Quelques collyres et d'autres produits de soin ont été reformulés en tenant compte de ces études, mais le benzalkonium est toujours intensément utilisé comme désinfectant hospitalier, et utilisé pour laver les yeux, dans les sprays pour laver le nez, les mains, le visage, dans les bains de bouche, les crèmes spermicides et dans d'autres produits de nettoyage, de désinfection...

Certains fabricants de gouttes pour les yeux, concernés par les problèmes d'allergies lors de l'usage à long terme du benzalkonium, l'ont remplacé par de l'EDTA. D'autres ont créé des collyres en  emballages individuels à usage unique, sans conservateur,.
Les solutions des lentilles de contact contiennent typiquement 0,002 % à 0,01 % de chlorure de benzalkonium. K. C. Swan a trouvé que l'usage répété de chlorure de benzalkonium à des concentrations de 1:5000 (0,02 %) ou supérieures peuvent dénaturer la protéine cornéenne et causer des dommages irréversibles aux yeux. Les désavantages de l'utilisation du chlorure de benzalkonium avec les lentilles de contact sont aussi discutés dans la littérature,.

### Antibiorésistance
En 2009, une étude montre que le chlorure de benzalkonium induit une résistance de la bactérie Pseudomonas aeruginosa à l'antibiotique ciprofloxacine.
Des cas de résistance à ce biocide ont ensuite été cités.

## Écotoxicité
Le chlorure de benzalkonium est extrêmement toxique pour les invertébrés aquatiques (CL50 = 5,9 μg ai/L), hautement toxique pour les poissons  (CL50 = 280 μg ai/L), modérément toxique pour les oiseaux (DL50 = 136 mg par kg de poids corporel), et légèrement toxique pour les mammifères (DL50 = 430 mg/kg pc).

### Fertilité, tératogénicité
Après avoir constaté dans un élevage de souris et dans un élevage de rat de laboratoire que l'utilisation d'un nouveau produit nettoyant (contenant de l'ADBAC et du DDAC) induisait des « anomalies du tube neural » (ATN) chez ces animaux, des chercheurs ont voulu vérifier s'il y avait bien un lien de cause à effet. Pour cela, ils ont nourri des souris (mâles et femelles) avec l'adjonction chaque jour de 60 ou 120 mg d'ADBAC+DDAC dans leur nourriture par kg de poids d'animal, ils leur en ont fait avaler une prise de 7,5, 15 ou 30 mg/kg. D'autres souris ont été simplement exposées à l'ADBAC + DDAC tel qu'utilisé comme produit de nettoyage dans la salle d'élevage des souris.
Les chercheurs ont observé les tubes neuraux d'embryons de 10 jours, et recherché à 18 jours d'éventuelles malformations du squelette. Ils ont constaté que plus l'exposition à l'ADBAC+DDAC avait été élevée, plus les anomalies du tube neural étaient fréquentes (de même pour les rats de laboratoire). De plus, ces malformations « ont persisté sur deux générations après l'arrêt de l'exposition ». Notamment, l'exposition du mâle seul suffisait à provoquer des défections du tube neural dans la descendance. Enfin, de manière tout aussi significative, l'exposition ambiante due à l'utilisation de désinfectants dans le vivarium a influencé les niveaux d'anomalies neurales, dans une plus grande mesure encore que l'administration orale. Lors de cette expérience, parmi les souris survivantes à la naissance, aucune ne présentaient de malformation squelettique axiale grossière ou significative. Au delà de 120 mg/kg/jour, les anomalies placentaires augmentaient, de même que les morts fœtales en fin de gestation (c'est une explication possible au fait qu'aucun nouveau-né ne présentait de malformations. 
Les auteurs en ont conclu que l'association ADBAC + DDAC est tératogène pour les rongeurs, ce qui, étant donné l'usage accru de ces désinfectants, invite à ré-évaluer l'innocuité de ces produits pour l'humain.
Selon Terry Hrubec et al, le chlorure de benzalkonium, ou chlorure d'alkyldiméthylbenzylammonium (ADBAC), ainsi que le chlorure de didécyldiméthylammonium (DDAC) sont reprotoxiques,.
Des souris de laboratoires (femelles) exposées à ces produits mettent plus de temps à être enceintes et font moins de petits. Dans leur étude, plus  de 40 % des femelles exposées à l'un ou l'autre de ces produits ont mortes lors de leur grossesse ou au moment de la mise bas.